# Steelheart
Steelheart é uma banda norte-americana de hard rock, originada em Connecticut. A banda lançou diversos singles e músicas durante os anos 90.

## História

### Formação e primeiros álbuns
A história começa em 1970, quando o croata Miljenko Matijevic se muda com a família para os Estados Unidos e descobre o rock por meio de Led Zeppelin e Black Sabbath, fazendo com que ele participasse de várias bandas na sua infância e adolescência.
No auge dos seus 16 anos ingressa na Red Alert, que contava com James Ward, Chris Risola e Jack Wilkinson (que é substituído por John Fowler mais tarde). Logo depois o guitarrista Frank Di Costanzo chega e eles começam a divulgar sua fita demo.
Logo o contrato com a MCA é assinado e a banda passa a se chamar Steelheart (pois já havia outra Red Alert). Matijevic abandona a faculdade de engenharia mecânica e se dedica à carreira de cantor.
Em 1990, é lançado o primeiro álbum da banda intitulado Steelheart, que conta com canções como "Love Ain't Easy", "I'll Never Let You Go", "Can't Stop Me lovin' You", "Everybody Loves Eileen", "She's Gone" e "Down 'N Dirty". Depois do primeiro álbum, em 1992, sai Tangled in Reins.

### O acidente em Denver
Em uma apresentação em que abriam para a banda Slaughter, em noite de halloween, Miljenko resolve escalar a torre de luz que se encontrava no palco. De repente, na frente de 13 mil pessoas, ele cai junto com a torre de iluminação.
Com o nariz e o maxilar quebrados, a coluna torcida e 28 pontos na nuca, ele foi levado para o hospital. Ao sair de lá, sofreu com dores de cabeça e perda de memória, mas já está totalmente recuperado. Durante seu tratamento, Matijevic se livra dos antigos contratos e compra os direitos de seus dois primeiros discos.

### O retorno, Wait
Em 1996 os Steelheart (agora contando com Kenny Kanowski, Miljenko Matijevic, Vincent Melle e Alex Macarovich) lançam o álbum Wait. Durante a mixagem desse disco, o vocalista recuperou a memória enquanto estava sentado numa cadeira. Na época, Mili foi convidado para fazer a voz de Mark Wahlberg no filme Rockstar em que interpretou o vocalista da banda Steeldragon junto com Jeff Pilson, Zakk Wylde e Jason Bonham.

### Dias atuais
Em 2006, a banda possuia uma nova formação: Matijevic (vocais), Uros Ravoski (guitarra), T-Bone Andersson (guitarra), Myron Dove (baixo) e Mike Humbert (bateria). No final desse ano, começaram as gravações de um novo álbum e fizeram uma pequena turnê pelos EUA. Para marcar a volta aos shows depois de muito tempo, lançaram um EP com três faixas intitulado Just a Taste.

## Membros
- Miljenko Matijevic - vocalista, guitarrista, pianista (1990–1992, 1996, 2006–presente)
- Joe Pessia - guitarra
- Marten Andersson - baixo
- Mike Humbert - bateria

### Ex-integrantes
- Myron Dove - baixo (apenas em turnê)
- Chris Risola - guitarra (1990–1992; durante a turnê Just a Taste)
- Frank DiConstanzo - guitarra (1990–1992)
- James Ward - baixo (1990–1992; na turnê de Wait)
- John Fowler - bateria (1990–1992)
- Kenny Kanowski - guitarrista (1996; falecido em 2017)
- Vincent Mele - baixo (1996)
- Alex Makarovich - bateria (1996)
- Bill Lonero – guitarrista (2008)
- Jack Wilkenson – baterista (1990)
- John Moss – guitarrista (1991)
- Rev Jones – baixista (2007–2016)
- Uros Raskovski – guitarrista (2006–2008, 2009–2010, 2014–2017)

## Discografia
- Steelheart (1990)
- Tangled in Reins (1992)
- Wait (1996)
- Just a Taste (EP) (2006)
- Samurai (Expected 2007)
- Good 2B Alive (2008)
- Through Worlds of Stardust (2017)